# Sainte-Bazeille
Sainte-Bazeille é uma comuna francesa na região administrativa da Nova Aquitânia, no departamento Lot-et-Garonne. Estende-se por uma área de 20,7 km². Em 2010 a comuna tinha 3 249 habitantes (densidade: 157 hab./km²).